# Остин (Пенсилванија)
Остин (енгл. Austin) град је у америчкој савезној држави Пенсилванија.

## Демографија
По попису из 2010. године број становника је 562, што је 61 (-9,8%) становника мање него 2000. године.
| Група             | 2000.       | 2010.        |
| Белци             | 614 (98,6%) | 562 (100,0%) |
| Афроамериканци    | 1 (0,2%)    | 0 (0,0%)     |
| Азијати           | 0 (0,0%)    | 0 (0,0%)     |
| Хиспаноамериканци | 1 (0,2%)    | 0 (0,0%)     |
| Укупно            | 623         | 562          |